# Daniel Enrique Núñez Núñez
Daniel Enrique Núñez Núñez (* 13. Mai 1927 in Ocú, Provinz Herrera, Panama; † 11. Januar 1999) war ein panamaischer Geistlicher und römisch-katholischer Bischof von David.

## Leben
Daniel Enrique Núñez Núñez empfing am 19. Juli 1953 die Priesterweihe. 
Papst Paul VI. ernannte ihn am 4. Juni 1964 zum Bischof von David. Der Apostolische Nuntius in Panama, Antonino Pinci, spendete ihm am 2. August desselben Jahres die Bischofsweihe; Mitkonsekratoren waren sein Vorgänger Tomás Alberto Clavel Méndez, Erzbischof von Panama, und José María Carrizo Villarreal, Bischof von Chitré.
Er nahm an der dritten und vierten Sitzungsperiode des Zweiten Vatikanischen Konzils als Konzilsvater teil.